# Gliese 876 c
Gliese 876 c es un planeta extrasolar que orbita la estrella enana roja Gliese 876 cada 30,340 días. Fue descubierto en 2001 y es el segundo planeta en orden de distancia a partir de su estrella.

## Descubrimiento
En el momento de su descubrimiento, ya se sabía que Gliese 876 albergaba un planeta extrasolar designado Gliese 876 b. En 2001, los continuos análisis de la velocidad radial de la estrella revelaron la existencia de un segundo planeta dentro del sistema, que fue designado Gliese 876 c. Se calcula que el período orbital de Gliese 876 c es de exactamente la mitad del período del planeta exterior, lo que significa que la velocidad radial del segundo planeta se interpretó en un principio como una excentricidad mayor en la órbita de Gliese 876 b.

## Órbita y masa
Gliese 876 c y Gliese 876 b, el planeta exterior, tienen periodos orbitales en una resonancia 1:2, lo que produce que los elementos orbitales del planeta cambien muy velozmente con la precesión de las órbitas. La órbita del planeta tiene una excentricidad mayor que la de cualquiera de los planetas principales que forman nuestro sistema solar. El semieje mayor de la órbita es de solamente 0,1303 UA (aproximadamente un tercio de la distancia media entre Mercurio y el Sol). A pesar de esto, está situado en la región interna de la zona de habitabilidad del sistema, debido a que Gliese 876 es una estrella muy débil.
Una de las limitaciones del método de velocidad radial empleado para detectar a Gliese 876 c es que únicamente puede obtenerse el límite inferior de la masa del planeta. En el caso de Gliese 876 c, este límite inferior es del 62 % de la masa de Júpiter. La masa verdadera depende de la inclinación de la órbita, que en general se desconoce. En el caso de un sistema resonante como Gliese 876, las interacciones gravitatorias entre los planetas pueden utilice para encontrar las masas verdaderas; por medio de este método, se estima que posee una inclinación aproximada de 50° sobre el plano del cielo. De ser así, la masa verdadera sería alrededor de un 30 % mayor que su límite inferior, unas 0,81 veces la masa de Júpiter. Por otro lado, las mediciones astrométricas indican que la inclinación orbital es de unos 84°, lo que sugeriría que la masa es casi la misma del límite inferior.

## Características
Dada la enorme masa del planeta, es probable que Gliese 876 c sea un gigante gaseoso sin una superficie sólida. Puesto que el planeta tan sólo ha sido detectado indirectamente, a través del efecto gravitatorio sobre su estrella, se desconocen características tales como su radio, composición y temperatura. Suponiendo que tuviera una composición similar a la de Júpiter y su equilibrio químico ambiental fuera parecido, la atmósfera de Gliese 876 c carecería de nubes en su atmósfera superior.
Gliese 876 c se halla dentro de la zona de habitabilidad de Gliese 876 respecto a la capacidad de un planeta de masa similar a la Tierra para retener agua en estado líquido en su superficie. Aunque se desconocen cuáles son las probabilidades de vida en un gigante gaseoso, las lunas de gran tamaño podrían contener un medio ambiente habitable. Los modelos teóricos de interacción entre una luna hipotética, el planeta y la estrella indican que las lunas de gran tamaño deberían poder sobrevivir en órbita alrededor de Gliese 876 b durante toda la vida del sistema planetario. Por otra parte, no está claro que exista la posibilidad que una luna de tales dimensiones pueda llegar a formarse.